# Turrúcares
Turrúcares – miasto w Kostaryce, w prowincji Alajuela.